# Тюриков, Дмитрий Васильевич
Дмитрий Васильевич Тюриков (псевдоним Скоропоспешнов; 1886, Тульская губерния — после 1919) — эсер-максималист, делегат Всероссийского Учредительного собрания.

## Биография
Дмитрий Тюриков появился на свет в селе Ломинцово Крапивенского уезда (Тульская губерния) в семье крестьянина Василия Тюрикова. Про образование и ранние годы Дмитрия на сегодня сведений нет.
Царская полиция взяла Дмитрия Тюрикова под надзор в разгар Первой русской революции, в 1906 году, как члена Партии социалистов-революционеров (ПСР). В рамках ПСР он, по политической позиции, был близок к эсер-максималистам.
В 1906 году Тюриков был арестован в Туле, проживая в городе по подложному паспорту, и осужден на 3 месяца заключения в крепости. Затем он был выслан судом в Тобольскую губернию.
После Февральской революции, в 1917 году, Дмитрий Тюриков стал товарищем (заместителем) председателя Нижегородского Совета. Почти одновременно он был избран делегатом I-го, а затем и II-го Всероссийских съездов Советов рабочих и солдатских депутатов. В том же году он избрался в члены Учредительного собрания по Нижегородскому избирательному округу от эсеров и Совета крестьянских депутатов (список № 3). 5 января 1918 года Дмитрий Васильевич стал участников знаменитого заседания-разгона Собрания.
В 1919 году Тюриков вошел в группу ПСР «Народ», стоявшую за сотрудничество с большевиками. В дальнейшем его следы теряются: роль в Гражданской войне не ясна.